# Dream Your Dream
Dream Your Dream (с англ. — «Мечта Ваша Мечта») — четвёртый мини-альбом южнокорейско — китайской гёрл-группы Cosmic Girls. Альбом был выпущен 27 февраля 2018 года Starship Entertainment и Yuehua Entertainment и распространен Kakao M. Он содержит в общей сложности шесть песен, в том числе корейскую и китайскую версию ведущего сингла «Dreams Come True».

## Предпосылки и релиз
21 января Starship Entertainment сообщил, что Cosmic Girls вернутся 27 февраля. График возвращения был выпущен 4 февраля через официальные учётные записи Twitter и Instagram группы, выяснилось, что Cosmic Girls выпустят свой четвёртый мини-альбом под названием Dream Your Dream. Starship Entertainment выпустил тизеры каждого участника с 5 по 7 февраля, вместе с полным тизером группы, выпущенным два дня спустя. Cosmic Girls выпустили ещё один тизер группы 13 февраля. Релиз трек-листа альбома 21 февраля показал название ведущего сингла, «Dreams Come True», написан Full8loom. Тизер клипа на песню был выпущен 23 февраля.
Cosmic Girls провели выступление в Yes 24 Live Hall 27 февраля, в тот же день, что и релиз альбома, где они впервые исполнили сингл «Dreams Come True». Он транслировался в прямом эфире через Naver app V-Live.

## Трек-лист
| №                   | Название                                      | Текст песни                     | Музыка                                     | Arrangement               | Длительность |
| ------------------- | --------------------------------------------- | ------------------------------- | ------------------------------------------ | ------------------------- | ------------ |
| 1.                  | «Dreams Come True» (꿈꾸는 마음으로)          | 진리 (Full8loom) Exy            | 장준호 (Full8loom) 진리 (Full8loom) Jake K | 장준호 (Full8loom) Jake K | 3:51         |
| 2.                  | «Love O'Clock» (호두까기 인형)                | 어벤전승 Exy                    | 어벤전승                                   | 어벤전승                  | 3:16         |
| 3.                  | «Renaissance» (르네상스)                      | 서지음 Exy                      | e.one                                      | e.one 어벤전승            | 3:46         |
| 4.                  | «Starry Moment» (설레는 밤)                   | 원영헌 동네형 야마아트 Exy      | 원영헌 동네형 야마아트                     | 원영헌 동네형 야마아트    | 3:21         |
| 5.                  | «Thawing» (겨울잠)                            | Exy VINCENZO Any Masingga Fuxxy | Exy VINCENZO Any Masingga Fuxxy            | Any Masingga              | 3:31         |
| 6.                  | «Dreams Come True» (無限大夢想; Chinese ver.) | 진리 (Full8loom) Exy            | 장준호 (Full8loom) 진리 (Full8loom) Jake K | 장준호 (Full8loom) Jake K | 3:51         |
| Общая длительность: | Общая длительность:                           | Общая длительность:             | Общая длительность:                        | Общая длительность:       | 21:12        |

## Чарты

### Weekly
| Чарты (2018)               | Пиковые позиции |
| -------------------------- | --------------- |
| South Korean Albums (Gaon) | 2               |

### Monthly
| Чарты (2018)               | Пиковые позиции |
| -------------------------- | --------------- |
| South Korean Albums (Gaon) | 10              |